# Teithfallt ap Nynniaw
Teithfallt ap Nynniaw est roi de Gwent du VIe siècle.

## Origine
Teithfallt est le fils de Nynniaw. Son nom est une celtisation du latin « Theodosius » qui semble avoir été adopté en référence au comte Théodose l'Ancien, commandant des troupes romaine qui restaure l'ordre en Bretagne romaine en 367-371 après les attaques des Pictes et des Scots d'Irlande à qui Teithfallt est peut-être lié par un lien familial éloigné.

## Contexte
Il est réputé malgré le hiatus chronologique avoir épousé Corun une fille de Ceredig le fils de Cunedda fondateur éponyme du royaume de Ceredigion..... et avoir comme successeur son petit-fils Tewdrig (Théodoric) né de l'union d'une fille anonyme avec un certain Budic de Cornouaille, bien qu'une partie du Gwent soit à cette époque sous l'autorité d'un autre souverain nommé Ynyr une autre « celtisation » possible d' Honorius